# Neckera philippeana
Neckera philippeana là một loài rêu trong họ Neckeraceae. Loài này được Schimp. mô tả khoa học đầu tiên năm 1850.